# Galaxie du Lion II
Pour les articles homonymes, voir Leo.
La galaxie du Lion II (Leo II) est une galaxie naine sphéroïdale qui fait partie de notre Groupe local, découverte par R. G. Harrington et A. G. Wilson en 1950 en même temps que Leo I.
Distante de 700 000 années-lumière du système solaire, Leo II est une galaxie satellite de la Voie lactée.
Sa périphérie est constituée d'étoiles vieilles de 8 milliards de nos années (terrestres) et la formation stellaire y a cessé depuis 4 milliards d’années, sauf en son centre où se trouvent des étoiles plus jeunes.